# Großsteingräber bei Solchstorf
Die Großsteingräber bei Solchstorf sind zwei megalithische Grabanlagen der jungsteinzeitlichen Trichterbecherkultur bei Solchstorf, einem Ortsteil von Bienenbüttel im Landkreis Uelzen (Niedersachsen).

## Lage
Grab 1 befindet sind südlich von Solchstorf am Rand eines kleinen Waldstücks. Grab 2 befindet sich südöstlich von Solchstorf in einem Waldstück, bereits auf dem Gemeindegebiet von Altenmedingen und ist über einen Waldweg zugänglich. Es liegt 1,9 km nordöstlich von Grab 1. Die beiden Anlagen waren ursprünglich Teil einer weitaus größeren Nekropole. Georg Otto Carl von Estorff erfasste in den 1840er Jahren in der Umgebung mindestens neun Großsteingräber bei Edendorf. Das noch erhaltene Großsteingrab Edendorf 1 befindet sich 2,5 km nordnordwestlich von Grab Solchstorf 1. 500 m östlich von Solchstorf 1 lagen die zerstörten Großsteingräber Edendorf 6 und 7. 2,3 km südwestlich lagen drei weitere zerstörte Gräber und das noch erhaltene Grab Edendorf 2. 3 km südsüdwestlich liegen zudem die Großsteingräber bei Bruchtorf.

## Beschreibung

### Grab 1
Zu den Maßen, der Ausrichtung und dem Grabtyp dieser Anlage liegen keine näheren Informationen vor.

### Grab 2

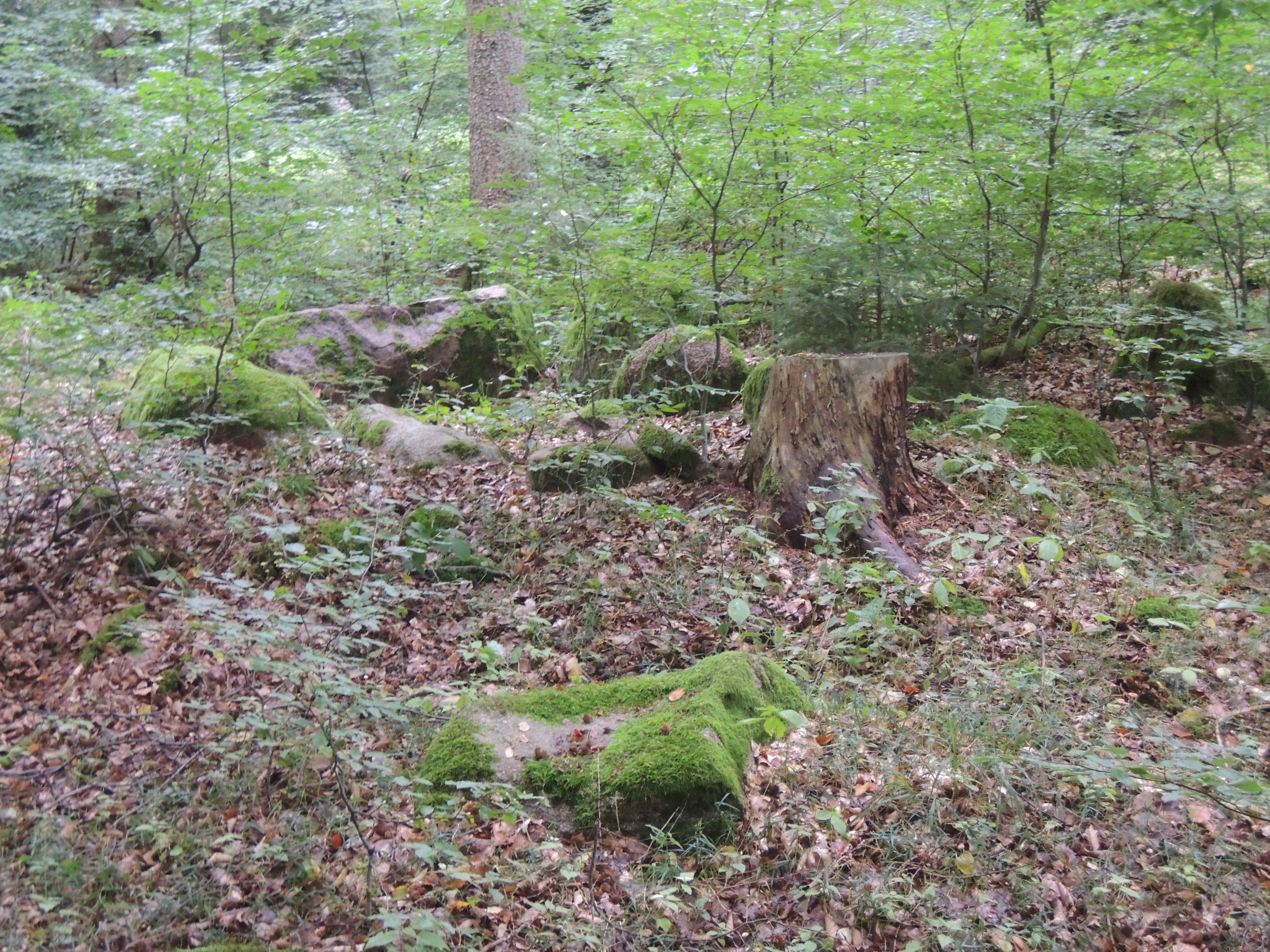
Großsteingrab Solchstorf 2

Die Anlage besitzt eine Grabkammer, die ursprünglich aus vier Wandsteinpaaren an den Langseiten und je einem Abschlussstein an den Schmalseiten bestanden hatte. Es fehlen je ein Wandstein an den Langseiten sowie sämtliche Decksteine. Bei einigen Steinen, die sich außerhalb der Kammer befinden, könnte es sich um Reste einer Umfassung handeln. Zu den Maßen, der Ausrichtung und dem Grabtyp liegen keine näheren Informationen vor.